# Playa de El Calambre
La playa de El Calambre es un pedrero que está situada junto al pueblo español del mismo nombre. Su forma es similar a un cortado en la roca, perpendicular a la línea del borde del agua, en la que en su último tramo y en los momentos de bajamar aparece una pequeña zona de arena. Con vehículo se puede llegar hasta unos 500 m de la playa. La playa es de roca y arena, el grado de urbanización es bajo y el de ocupación también. No tiene ningún tipo de servicio.
Cerca de la playa están las localidades de Tapia de Casariego y Retela y justo detrás de la playa está el pueblo de El Calambre. Para llegar a la playa desde «El Calambre» hay que tomar un camino hacia el mar cuya única referencia es árbol solitario, hacia el norte. El descenso es muy empinado, lleno de vegetación y bastante difícil. Las piedras de bordes afilados y las dificultades de acceso citadas hacen que esta playa sea muy poco visitada. En cualquier caso, si se quiere descender a ella se recomienda calzado fuerte. Durante la pleamar las olas azotan fuertemente las rocas por lo que hay que extremar las precauciones.